# World RX de Alemania 2017
El World RX de Alemania 2017, oficialmente All-inkl.com World RX of Germany, es una prueba de Rallycross en Alemania válida para el Campeonato Mundial de Rallycross. Se celebró en el Estering en Buxtehude, Baja Sajonia, Alemania.
Mattias Ekström consiguió su cuarta victoria de la temporada a bordo de su Audi S1, seguido de Timmy Hansen y Toomas Heikkinen.

## Series
| Pos. | N.º | Piloto               | Equipo                          | Auto                | Q1   | Q2   | Q3   | Q4   | Pts |
| ---- | --- | -------------------- | ------------------------------- | ------------------- | ---- | ---- | ---- | ---- | --- |
| 1    | 11  | Petter Solberg       | PSRX Volkswagen Sweden          | Volkswagen Polo GTI | 5.º  | 3.º  | 1.º  | 1.º  | 16  |
| 2    | 1   | Mattias Ekström      | EKS RX                          | Audi S1             | 1.º  | 2.º  | 2.º  | 8.º  | 15  |
| 3    | 21  | Timmy Hansen         | Team Peugeot-Hansen             | Peugeot 208         | 7.º  | 1.º  | 5.º  | 9.º  | 14  |
| 4    | 3   | Johan Kristoffersson | PSRX Volkswagen Sweden          | Volkswagen Polo GTI | 8.º  | 4.º  | 4.º  | 3.º  | 13  |
| 5    | 13  | Andreas Bakkerud     | Hoonigan Racing Division        | Ford Focus RS       | 2.º  | 12.º | 3.º  | 5.º  | 12  |
| 6    | 57  | Toomas Heikkinen     | EKS RX                          | Audi S1             | 4.º  | 10.º | 9.º  | 10.º | 11  |
| 7    | 71  | Kevin Hansen         | Team Peugeot-Hansen             | Peugeot 208         | 6.º  | 6.º  | 7.º  | 13.º | 10  |
| 8    | 96  | Kevin Eriksson       | MJP Racing Team Austria         | Ford Fiesta         | 10.º | 9.º  | 12.º | 4.º  | 9   |
| 9    | 6   | Jānis Baumanis       | STARD                           | Ford Fiesta         | 17.º | 5.º  | 10.º | 6.º  | 8   |
| 10   | 9   | Sébastien Loeb       | Team Peugeot-Hansen             | Peugeot 208         | 18.º | 7.º  | 6.º  | 7.º  | 7   |
| 11   | 15  | Reinis Nitišs        | EKS RX                          | Audi S1             | 9.º  | 11.º | 11.º | 11.º | 6   |
| 12   | 68  | Niclas Grönholm      | GRX                             | Ford Fiesta         | 19.º | 21.º | 8.º  | 2.º  | 5   |
| 13   | 93  | Sebastian Eriksson   | Olsbergs MSE                    | Ford Fiesta ST      | 3.º  | 13.º | 18.º | 14.º | 4   |
| 14   | 43  | Ken Block            | Hoonigan Racing Division        | Ford Focus RS       | 13.º | 8.º  | 13.º | 15.º | 3   |
| 15   | 44  | Timo Scheider        | MJP Racing Team Austria         | Ford Fiesta         | 14.º | 17.º | 15.º | 12.º | 2   |
| 16   | 94  | Dieter Depping       | PSRX Volkswagen Sweden          | Volkswagen Polo GTI | 15.º | 16.º | 14.º | 18.º | 1   |
| 17   | 7   | Timur Timerzyanov    | STARD                           | Ford Fiesta         | 11.º | 15.º | 16.º | DNF  |     |
| 18   | 17  | Davy Jeanney         | DA Racing                       | Peugeot 208         | 12.º | 22.º | 17.º | 16.º |     |
| 19   | 77  | René Münnich         | All-Inkl.com Münnich Motorsport | Seat Ibiza          | 20.º | 14.º | 19.º | 17.º |     |
| 20   | 10  | "Csucsu"             | Speedy Motorsport               | Kia Rio             | 16.º | 18.º | DNF  | 19.º |     |
| 21   | 80  | Andreas Steffen      | Andreas Steffen                 | Ford Fiesta         | 22.º | 20º  | 20º  | 20º  |     |
| 22   | 69  | Martin Kaczmarski    | Martin Kaczmarski               | Ford Fiesta         | 21.º | 19.º | DNS  | 21.º |     |

## Semifinales
Semifinal 1
| Pos. | N.º | Piloto           | Equipo                   | Tiempo    | Pts |
| ---- | --- | ---------------- | ------------------------ | --------- | --- |
| 1    | 11  | Petter Solberg   | PSRX Volkswagen Sweden   | 03:45.054 | 6   |
| 2    | 57  | Toomas Heikkinen | EKS RX                   | +2.378    | 5   |
| 3    | 21  | Timmy Hansen     | Team Peugeot-Hansen      | +3.638    | 4   |
| 4    | 6   | Jānis Baumanis   | STARD                    | +3.887    | 3   |
| 5    | 13  | Andreas Bakkerud | Hoonigan Racing Division | +4.927    | 2   |
| 6    | 15  | Reinis Nitišs    | EKS RX                   | +9.850    | 1   |

Semifinal 2
| Pos. | N.º | Piloto               | Equipo                  | Tiempo    | Pts |
| ---- | --- | -------------------- | ----------------------- | --------- | --- |
| 1    | 1   | Mattias Ekström      | EKS RX                  | 03:42.822 | 6   |
| 2    | 71  | Kevin Hansen         | Team Peugeot-Hansen     | +2.206    | 5   |
| 3    | 68  | Niclas Grönholm      | GRX                     | +5.296    | 4   |
| 4    | 9   | Sébastien Loeb       | Team Peugeot-Hansen     | +5.555    | 3   |
| 5    | 3   | Johan Kristoffersson | PSRX Volkswagen Sweden  | +8.751    | 2   |
| 6    | 96  | Kevin Eriksson       | MJP Racing Team Austria | +20.052   | 1   |

## Final
| Pos. | N.º | Piloto           | Equipo                 | Tiempo    | Pts |
| ---- | --- | ---------------- | ---------------------- | --------- | --- |
| 1    | 1   | Mattias Ekström  | EKS RX                 | 03:41.663 | 8   |
| 2    | 21  | Timmy Hansen     | Team Peugeot-Hansen    | +2.629    | 5   |
| 3    | 57  | Toomas Heikkinen | EKS RX                 | +3.717    | 4   |
| 4    | 11  | Petter Solberg   | PSRX Volkswagen Sweden | +6.868    | 3   |
| 5    | 68  | Niclas Grönholm  | GRX                    | +8.089    | 2   |
| 6    | 71  | Kevin Hansen     | Team Peugeot-Hansen    | +48.239   | 1   |

## Campeonato tras la prueba
Estadísticas Supercar
| Pos | Piloto               | Pts | Dif  |
| --- | -------------------- | --- | ---- |
| 1   | Johan Kristoffersson | 286 |      |
| 2   | Petter Solberg       | 234 | +52  |
| 3   | Mattias Ekström      | 233 | +53  |
| 4   | Sébastien Loeb       | 204 | +82  |
| 5   | Andreas Bakkerud     | 179 | +107 |

- Nota:Sólo se incluyen las cinco posiciones principales.